# 洛克赫萊內崖
洛克赫萊內崖（英語：Lokehellene Cliffs）是南極洲的懸崖，位於毛德皇后地的阿斯特里德公主海岸，處於努普斯卡爾韋特山西面，屬於庫爾策山脈的一部分，根據挪威探險隊拍攝的測量和空中照片繪入地圖，現時由南極條約體系管理。